# توني وليامز (سياسي)
توني وليامز (بالإنجليزية: Tony Williams)‏ هو سياسي أسترالي، ولد في 9 أغسطس 1928 في أستراليا، وتوفي في 19 مايو 2012 في أستراليا. حزبياً، نشط في حزب أستراليا الليبرالي (شعبة أستراليا الغربية). وقد انتخب عضو الجمعية التشريعية لأستراليا الغربية.